# Amümóné
Amümóné, görög mitológiai alak, Danaosz király ötven lányának, a danaidáknak egyike.
A danaidákat Aigüptosz, Danaosz ikertestvérének ötven fia üldözte szerelmével, és a követelt házasság elől Danaosz a lányaival Argoszba menekült. Vízkeresés közben Amümóné megpillantott egy szarvast, rálőtt, de a nyíl egy pihenő szatírra hullott, aki felriadva üldözőbe vette, és meg akarta erőszakolni a lányt. Poszeidón megmentette ugyan a szatírtól a lányt, de cserébe ő tette magáévá (a nászból született Naupliosz). Az isten ezután elvezette egy általa fakasztott forráshoz.
A mondát Aiszkhülosz dolgozta fel (a szatírjáték elveszett), az újkorban pedig François Boucher két képet festett róla.

## További információ
- Kerényi Károly: Görög mitológia. Szeged, 1997. 181. old.
- Trencsényi-Waldapfel Imre: Görög regék. Bp, 1976. 36. old.
- Paulys Real-Encyclopädie der classischen Altertumswissenschaft. (Hrsg. Georg Wissowa) Erster Band. Aal-Apollokrates. Stuttgart, 1894. 2002-2003.